# هيلين جويس
هيلين جويس (مواليد 1969) صحفية أيرلندية، حاليًا متفرغة من دورها كمحررة تنفيذية لأعمال الأحداث في ذي إيكونوميست، وأصبحت مديرة الدعوة لمجموعة حملات سيكس ماترز، درست باعتبارها رياضية وعملت في الأوساط الأكاديمية قبل أن تنتقل إلى الصحافة. بدأت جويس العمل في مجلة الإيكونوميست كمراسلة تعليمية لقسم بريطانيا في عام 2005 وشغلت منذ ذلك الحين العديد من المناصب العليا، بما في ذلك محرر الشؤون المالية والمحرر الدولي. نشرت كتابها التحول: عندما تلتقي الأيديولوجيا بالواقع عام 2021.